# Rhamnus dahuricus
Rhamnus dahuricus är en brakvedsväxtart. Rhamnus dahuricus ingår i släktet getaplar, och familjen brakvedsväxter.

## Underarter
Arten delas in i följande underarter:
- R. d. dahuricus
- R. d. nipponica